# Estavayer-le-Gibloux
Pour les articles homonymes, voir Estavayer (homonymie) et Gibloux.
Estavayer-le-Gibloux (Tsavayi-le-Dzubyà  en patois fribourgeois) est une localité et une ancienne commune suisse du canton de Fribourg, située dans le district de la Sarine.

## Histoire
Appartenant à la seigneurie de Pont, l’ancienne commune d'Estavayer-le-Gibloux fut intégrée successivement aux bailliages de Pont en 1482 et de Farvagny en 1617 ainsi qu’aux districts de Romont en 1798 et de Farvagny en 1803. Elle se trouve à l'écart des grands axes routiers, entre les villes de Fribourg, Bulle et Romont.
Au lieu dit « Pré de la Cure » ont été découverts les thermes d'une villa romaine ainsi qu'une zone cultuelle doté d'un fanum associé à un autre bâtiment.
La famille de Billens, les comtes de Gruyère, l'Hôpital de Notre-Dame et la Grande Confrérie de Fribourg étaient propriétaires de la dîme d'Estavayer-le-Gibloux.
La paroisse, mentionnée en 1228, fut incorporée au chapitre de Saint-Nicolas en 1513. Elle exerça le droit de collation détenu au XVe siècle par l'évêque de Lausanne. La localité a conservé son caractère rural (élevage bovin et cultures fourragères).
Les noms des familles originaires d'Estavayer-le-Gibloux sont : Baldi, Berset, Bossens, Chappuis, Chassot, Clerc, Galster, Joye, Macherel, Magnin, Morel, Neuhaus et Rolle.
Le 1er janvier 2003, Estavayer-le-Gibloux fusionne avec ses voisines de Rueyres-Saint-Laurent, Villarlod et Villarsel-le-Gibloux pour former la commune de Le Glèbe. Celle-ci va à son tour fusionner le 1er janvier 2016 avec Corpataux-Magnedens, Farvagny, Rossens et Vuisternens-en-Ogoz pour former la nouvelle commune de Gibloux.

## Patrimoine bâti

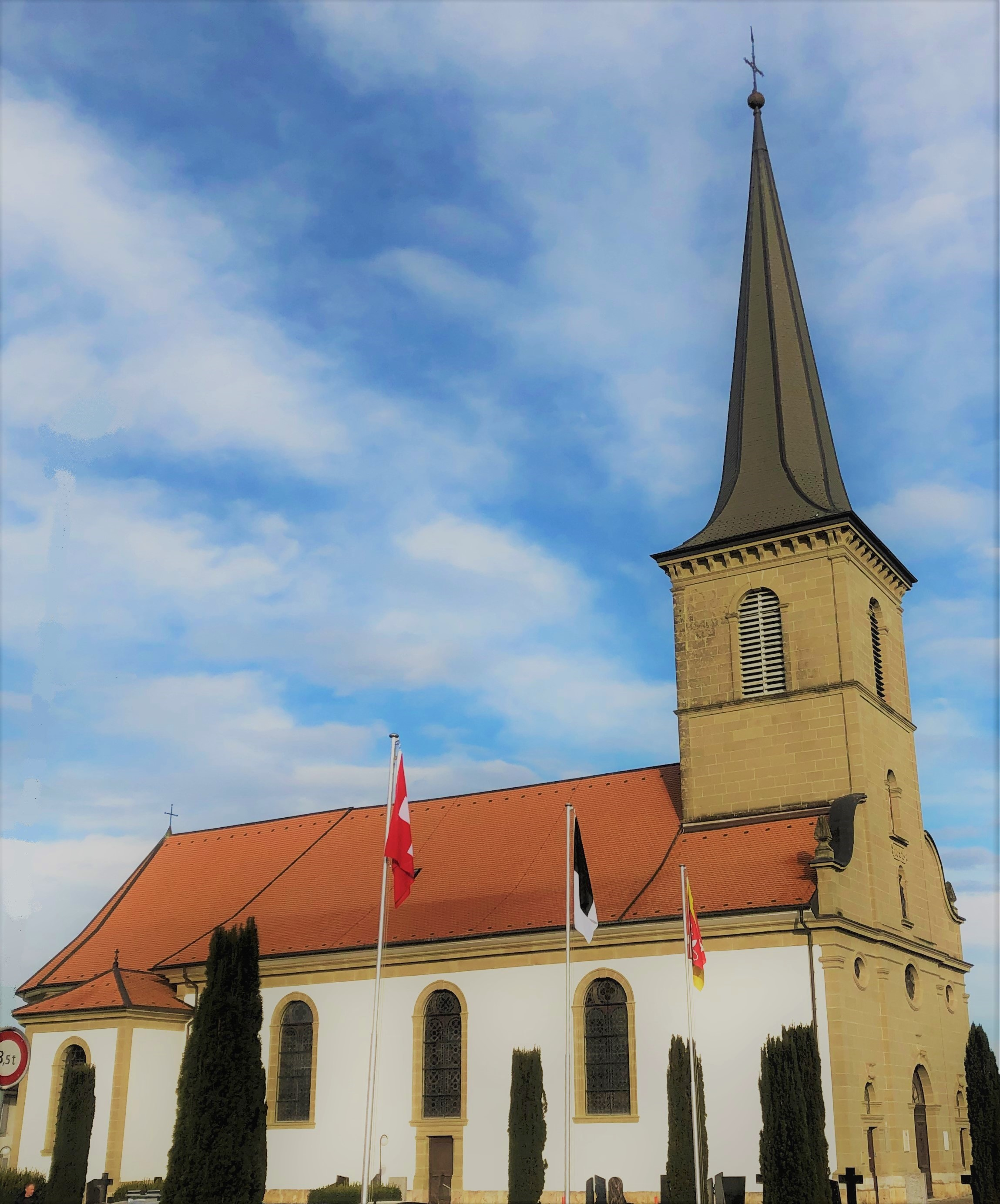
Vue extérieure de l'église

L'église d'Estavayer-le-Gibloux, dédiée à Saint-Clément, est déjà signalée en 1227. Celle qui existait lors de la Visite de 1453 fut élargie latéralement au début du XVIIe siècle, ce qui permit la construction de deux nouveaux autels en plus des trois déjà existants.
L'église actuelle a été commencée en 1842 pour s'achever en 1847. Elle a été placée légèrement plus au sud que la précédente et disposée à l'inverse de ce qui se fait d'habitude, c'est-à-dire l'entrée à l'est, et le chœur à l'ouest. Le maître-autel est monumental et l'église est précédée, sous la tour, d'une sorte de vestibule. De plus, particularité qui ne se trouve pas ailleurs, il y a trois arcs de pierre à la tribune, dont l'un, celui du milieu, encadre la tuyauterie de l'orgue. Le nouveau sanctuaire a été consacré le 17 octobre 1847.

## Toponymie
La localité s'est successivement nommée Estavaiet, Staviolum sous Jublor, Estavaiel li Vila, Estavayer-en-Ogoz et Estavayer-le-Mont.
Son ancien nom allemand qui n'est plus utilisé aujourd'hui est Stäffis am Gibel.

## Héraldique
De gueules à la bande d'or chargée d'un lion d'azur lampassé de gueules, accompagnée en chef d'une croix bourdonnée à trois traverses d'argent, et en pointe d'une ancre du même.
Ce village adopta en 1934 les armoiries de ses anciens seigneurs, les sires d'Estavayer-le-Gibloux, en les complétant par une croix et une ancre.
Les armoiries d'Estavayer-le-Gibloux sont devenues caduques avec les fusions, en 2003 avec Le Glèbe, puis en 2016 avec Gibloux.

## Sociétés locales
Plusieurs sociétés animent le village durant l'année :
- Chœur mixte d'Estavayer-le-Gibloux
- Fanfare l'Echo du Glèbe d'Estavayer-le-Gibloux
- Société de jeunesse d'Estavayer-le-Gibloux
- Football-Club d'Estavayer-le-Gibloux
- Club sportif du Glèbe
- Chœur d'enfants la Voix du Gibloux
- Théâtre du Gibloux